# Hart-Cluett Mansion

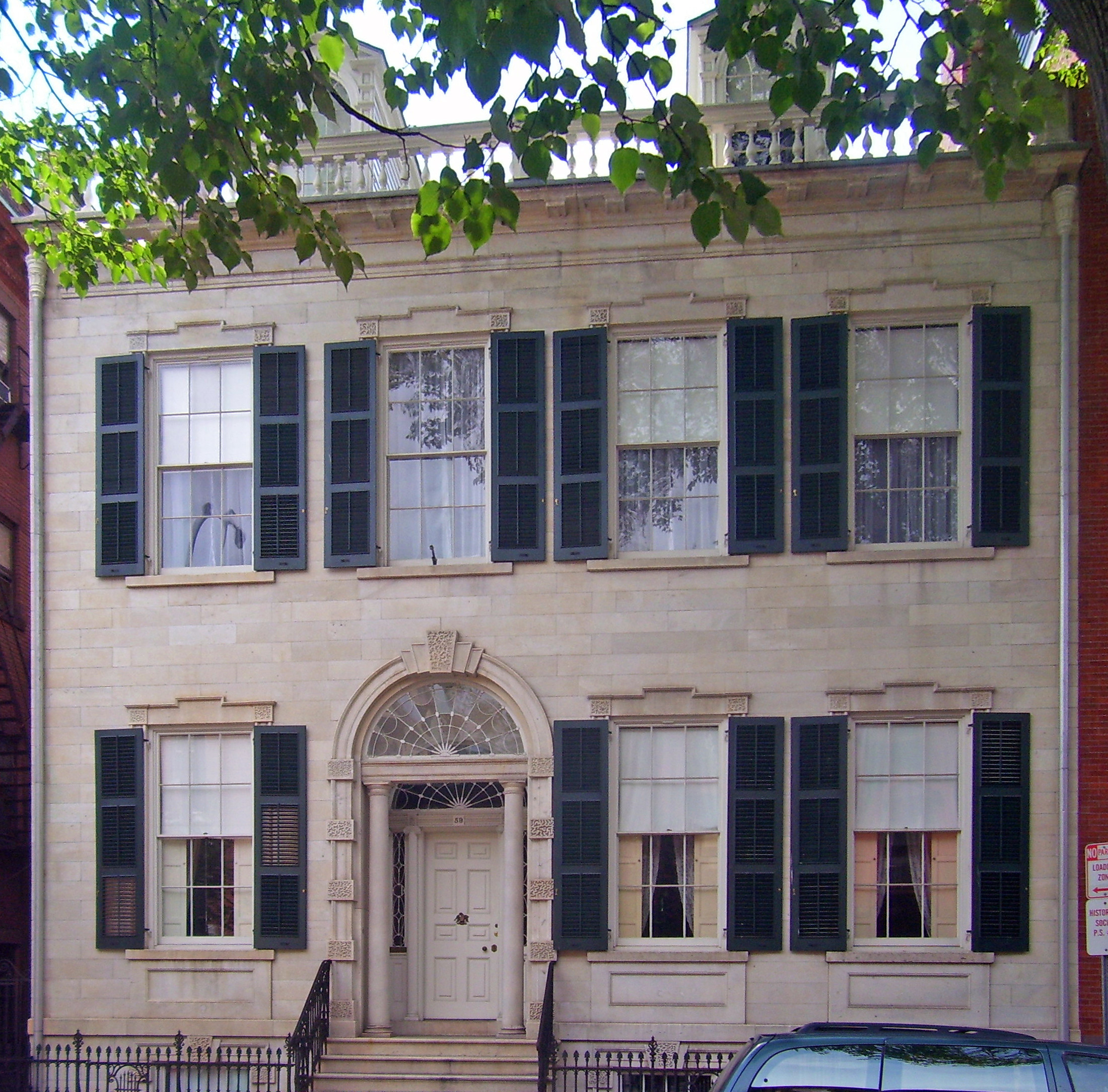
Ansicht des Hart-Cluett Mansions (von Osten, 2008).

Das Hart-Cluett Mansion ist ein Gebäude an der Second Street in Troy, New York. Es wurde 1973 in das National Register of Historic Places eingetragen und ist ein Contributing Property des 1986 geschaffenen Central Troy Historic Districts. Seit den 1950er Jahren ist es und das Nachbargebäude das Hauptbüro der Rensselaer County Historical Society, die es der Öffentlichkeit auch als Museum zugänglich macht.
Es wurde 1827 nach dem Plan des aus Albany stammenden Architekten Philip Hooker erbaut. Das im Federal Style gestaltete Stadthaus mit einer verzierten Marmor- und Kalkstein-Fassade gilt als eines der schönsten und am besten erhaltenen Häuser dieses Architekturstiles in der Stadt Troy. Es war ursprünglich ein Hochzeitsgeschenk des Geschäftsmannes William Howard aus New York City an seine Tochter Betsey und deren Ehemann Richard Hart, das in einem ähnlichen Stil erbaut wurde, wie andere zeitgenössische Häuser dort. Diese Häuser wurden seitdem abgerissen und so wurde Troy zum einzigen Ort, an dem Besucher ein Stadthaus besichtigen kann, wie es Anfang des 19. Jahrhunderts in New York City verbreitet war.
Ende des 19. Jahrhunderts wurde das Haus Eigentum eines anderen Geschäftsmannes aus der Stadt, George Cluett. Er erweiterte es zu Beginn des 20. Jahrhunderts und stiftete es 1952 der historischen Gesellschaft.

## Gebäude
Das Gebäude ist L-förmig, hat zweieinhalb Geschosse und ist voll unterkellert. Das kurze Ende ist an seinem östlichen Ende zur Straße gerichtet und das lange Ende umschließt ein nördlich davon stehendes Ziegelsteingebäude. Die Vorderfassade hat vier Joche, die längere Südfront zählt neu davon. Die Fassade des Hauses ist mit Ausnahme der Straßenseite in Ziegelsteinen ausgeführt.
Die Straßenfront wird durch den Eingang dominiert, der sich nicht im Zentrum befindet. Der zurückgesetzte Tür mit einem elliptischen Oberlicht und seitlichen Fenstern befindet sich in einem Portikus, der von schmalen Säulen unterstützt wird. Umgeben wird der Portikus durch einen Architrav aus Marmor mit Schlusssteinen und Ecksteinen.
Das blecherne Giebeldach hat zwei Erkerfenster auf jeder Seite, an den nördlichen und südlichen Enden ragen zwei Kamine empor. Das Haus hat ein Nebengebäude, eine frühere Remise am hinteren Gebäudeteil.
Im Inneren folgt das Haus dem allgemeinen auf einer zentralen Halle beruhenden Federal-Style-Grundriss. Die Räume sind hoch und die Fenster lang und schmal aufragend. Ein Großteil der ursprünglichen Einrichtung und Innenausstattung ist erhalten. Die Fliesen und bearbeiteten Hölzer wurden nicht verändert, genauso wie die Kamineinfassung aus Marmor und der Spiegel im Esszimmer. Die Küche im Keller ist original, genauso wie eine aus dem späten 19. Jahrhundert entstandene im ersten Stockwerk.

## Geschichte
Hart war ein frühzeitiges Mitglied der Geschäftselite Troys und ein persönlicher Freund Howards, dessen Tochter er heiratete. Er war wohlhabend geworden, als er während des Krieges von 1812 die Streitkräfte ausrüstete und durch den Handel, der über die Erie und Champlainkanäle abgewickelt wurde. Später wurde er Direktor der Troy-Schenectady Railroad und verschiedener anderer Unternehmungen vor Ort. Hart machte auch politisch Karriere und war Mitglied der New York State Assembly sowie Bürgermeister von Troy.
Mit dem Bau des Hauses wurde der 29-jährige John Colegrove beauftragt. Dieser zog 1826 von New York City nach Troy, um die Arbeit zu überwachen und blieb dann in der Stadt, wo er zahlreiche andere nennenswerte Gebäude errichtete. Der Nachruf auf ihn bezeichnete 1860 das Hart-Cluett Mansion als seine erste größere Arbeit vor Ort.
Das Haus war ursprünglich nur ein quadratischer Block. Vier Jahre nach Richard Harts Tod 1843 fügte Betsey einen Anbau am Gebäudeende hinzu, um den 14 Kindern Raum zu geben, die sie groß zu ziehen hatte. Diese Erweiterung führte schließlich zu der heutigen Form. 1892 verkaufte die Familie das Haus an George Cluett, einen örtlichen Textilmagnaten, der im ersten Stock eine neue Küche einbauen ließ, die mit modernen Bequemlichkeiten, wie Gasherd und Kühlschrank ausgestattet war. Er vererbte das Haus 1910 seinem Verwandten Albert. Im Jahr darauf verlängerte Albert Cluett den rückwärtigen Flügel auf seine jetzige Größe. Dieser Anbau war die letzte wesentliche Veränderung des Hauses.
Albert Cluett und seine Frau stifteten das Haus 1952 der neu gegründeten historischen Gesellschaft des Countys. Die Gesellschaft unterhält es als Museum und nutzt es und das benachbarte Joseph B. Carr Building seitdem als Büros.
1983 wurde in der Attika des Gebäudes der nahe gelegenen Troy Savings Bank ein Haufen Kontoauszüge von Betsey Hart gefunden. Diese waren zwar nicht komplett, ermöglichten es der RCHS jedoch, das Aussehen des Hauses in der zweiten Hälfte des 19. Jahrhunderts wieder zu erschaffen.

## Museum
Das Haus ist in den Sommermonaten zur Besichtigung durch die Öffentlichkeit geöffnet.